# Лондрина (микрорегион)

Лондрина на карте.

Лондрина (порт. Microrregião de Londrina) — микрорегион в Бразилии. входит в штат Парана. Составная часть мезорегиона Северо-центральная часть штата Парана. 
Население составляет 	724 570	 человек (на 2010 год). Площадь — 	3500,094	 км². Плотность населения — 	207,01	 чел./км².

## Демография
Согласно сведениям, собранным в ходе переписи 2010 г. Национальным институтом географии и статистики (IBGE), население микрорегиона составляет:						
| Полное население                             | Полное население                             | Полное население                             | Полное население                             | 724 570 |
| -------------------------------------------- | -------------------------------------------- | -------------------------------------------- | -------------------------------------------- | ------- |
| в том числе:                                 | Городское население                          | 695 014                                      | Процент городского населения, %              | 95,92   |
|                                              | Сельское население                           | 29 556                                       | Процент сельского населения, %               | 4,08    |
|                                              | Мужское население                            | 349 971                                      | Процент мужского населения, %                | 48,30   |
|                                              | Женское население                            | 374 599                                      | Процент женского населения, %                | 51,70   |
| Плотность населения, чел/км²                 | Плотность населения, чел/км²                 | Плотность населения, чел/км²                 | Плотность населения, чел/км²                 | 207,01  |
| Население микрорегиона в % к населению штата | Население микрорегиона в % к населению штата | Население микрорегиона в % к населению штата | Население микрорегиона в % к населению штата | 6,94    |

## Статистика
- Валовой внутренний продукт на 2005 год составляет 8 410 675.604 реалов (данные: Бразильский институт географии и статистики).
- Валовой внутренний продукт на душу населения на 2005 год составляет 11 870,72 реалов (данные: Бразильский институт географии и статистики).

## Состав микрорегиона
В составе микрорегиона включены следующие муниципалитеты:
1. Бела-Виста-ду-Параизу
2. Камбе
3. Ибипоран
4. Лондрина
5. Питангейрас
6. Роландия
7. Тамарана